# Boo 2! A Madea Halloween
Boo 2! A Madea Halloween è un film del 2017 diretto, prodotto ed interpretato da Tyler Perry.
È il decimo film della serie Madea ed è il sequel di Boo! A Madea Halloween.

## Trama
La nipote di Madea va a una festa al lago Derrick. Madea deve trovarla e incontra i bambini di Derrick e il terribile mietitore sul cammino.

## Produzione
Le riprese principali del film sono cominciate nel mese di marzo del 2017 ad Atlanta in Georgia. Il budget del film è di 25 milioni di dollari.

## Distribuzione
Lionsgate ha rilasciato un teaser trailer del film il 18 luglio 2017 e un trailer completo il 18 agosto.
A maggio 2017, Lionsgate ha annunciato che il film uscirà il 20 ottobre 2017. In DVD è uscito il 30 gennaio 2018.

## Accoglienza

### Incassi
Negli Stati Uniti e in Canada, Boo 2! A Madea Halloween è stato rilasciato insieme a Geostorm, L'uomo di neve e Fire Squad - Incubo di fuoco, e si prevedeva che avrebbe incassato 20-25 milioni di dollari da 2388 sale nel suo weekend di apertura. Il film ha raccolto 760.000 dollari dalle anteprime del giovedì sera e 7,5 milioni il primo giorno. Ha continuato ad aprire a 21,7 milioni (in calo del 24% rispetto al debutto del primo film da 27,6 milioni di dollari). Come i tipici film di Perry, i dati demografici di apertura del pubblico di fine settimana erano diversi: 38% afroamericani, 31% caucasici e 21% ispanici. Nella sua seconda settimana il film è sceso del 52% a 10,1 milioni (più del 39,6% del primo film), chiudendo secondo dietro al nuovo arrivato Saw Legacy (16,6 milioni) e alla sua terza settimana il film ha guadagnato 4,7 milioni (lasciando cadere altri 53%), finendo al 4º posto al botteghino.

### Critica
Il film è stato stroncato dalla critica. Sull'aggregatore di recensioni Rotten Tomatoes ha un indice di gradimento del 6% con un voto medio di 2,9 su 10, basato su 16 recensioni, mentre su Metacritic ha un punteggio di 17 su 100, basato su 10 recensioni.
CinemaScore dà al film una "A-" su una scala da "A+ a F".

## Riconoscimenti
- 2018 - Razzie Awards[14]
  - Nomination alla peggior attrice protagonista a Tyler Perry
  - Nomination alla peggior coppia a Tyler Perry e il suo vecchio logoro vestito o la sua consumata parrucca
  - Nomination al peggior prequel, remake, rip-off o sequel